# Oscar Osthoff
Oscar Paul Osthoff (Milwaukee, 23 de maio de 1883 - Indianápolis, 9 de dezembro de 1950) foi um halterofilista americano. 
Osthoff ganhou a medalha de prata no levantamento com duas mãos e a medalha de ouro no haltere geral no halterofilismo nos Jogos Olímpicos de Verão de 1904.